# Грива (форма рельефа)

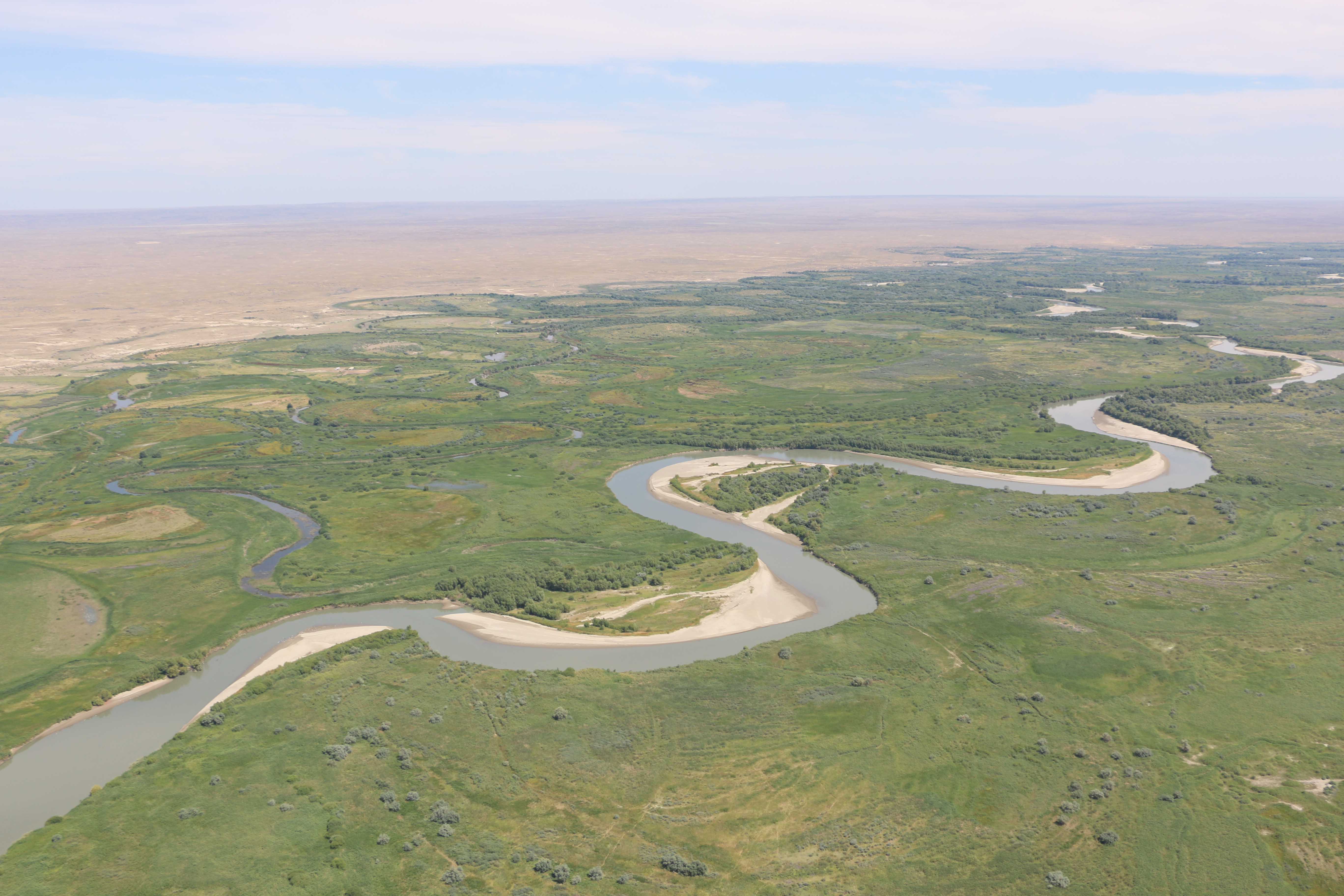
Гривы реки Каратал, подчёркнутые растительностью и рельефом

Гри́ва — удлинённое вытянутое повышение на средней и высокой пойме реки аккумулятивного происхождения, сложенное аллювием. Обычно окаймляет старицы. Как правило, это бывший прирусловой вал. Относительная высота грив колеблется от первых десятков дециметров до нескольких метров.

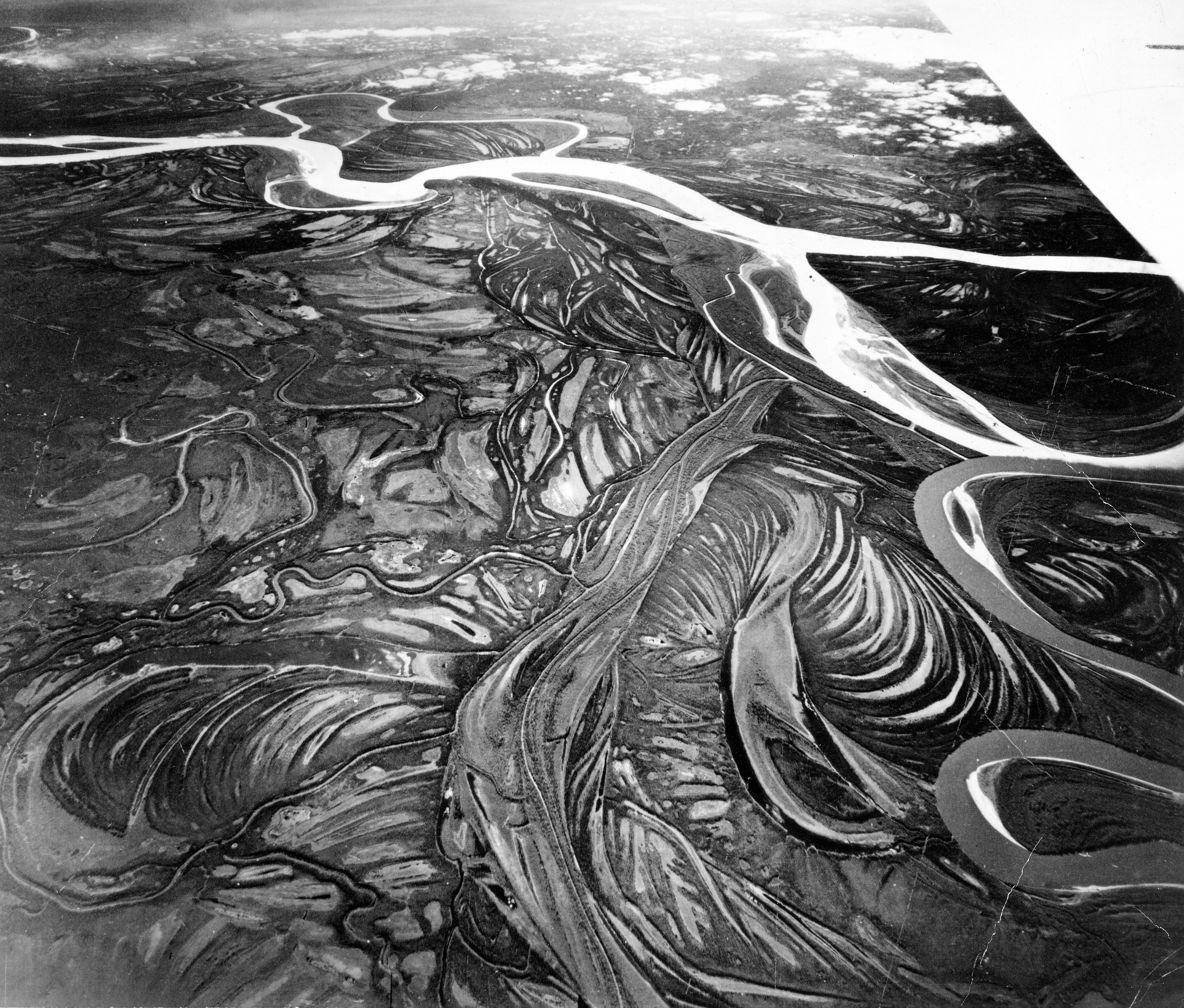
Гривы реки Юкон, подчёркивающие излучины, старицы и рукава

Гривы формируются по причине постоянного причленения новых порций аллювия к прирусловому валу на пологом берегу меандра. С течением времени, по мере роста излучины и образования новых валов, старый прирусловой вал «отодвигается» от русла, начинает заливаться водой только в половодье и превращается в гриву. Грива покрывается растительностью, которая локально притормаживает течение и создаёт условия для аккумуляции мелких наносов. В дальнейшем рост гривы в высоту способствует аккумуляции в половодье уже более крупных частиц (песка, супеси) и окончательному приращению к средней, а затем и к высокой пойме.